# قوژد (گناباد)
قوژد روستایی است در شهرستان گناباد و در ۱۰ کیلومتری شمال گناباد قرار گرفته است. بر اساس سرشماری سال ۱۳۸۵ جمعیت آن ۱۴۱۱ نفر می‌باشد.

## نگارخانه

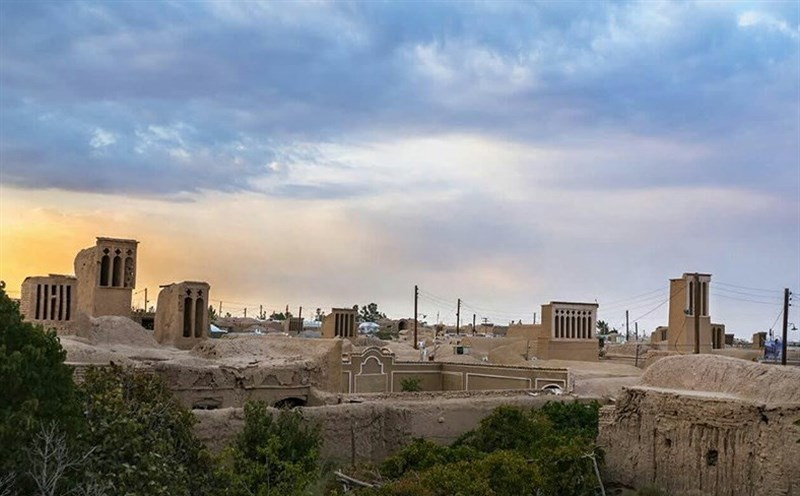
خانه‌های قدیمی
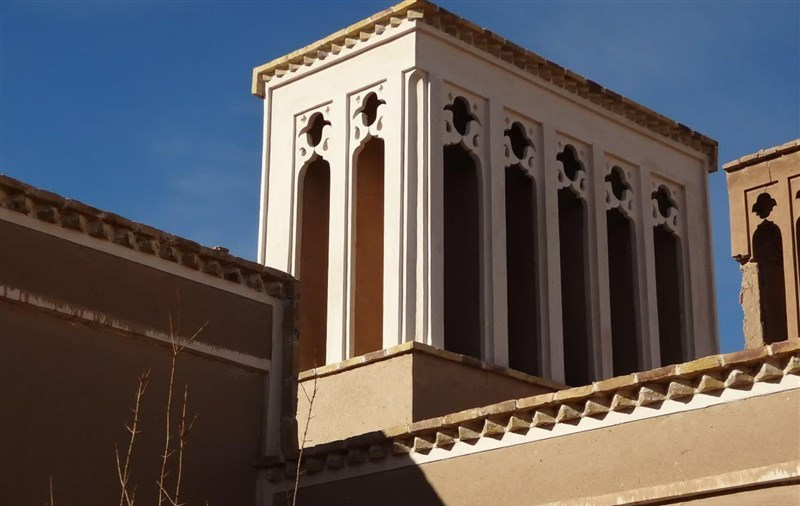
بادگیرهای خانه قدیمی
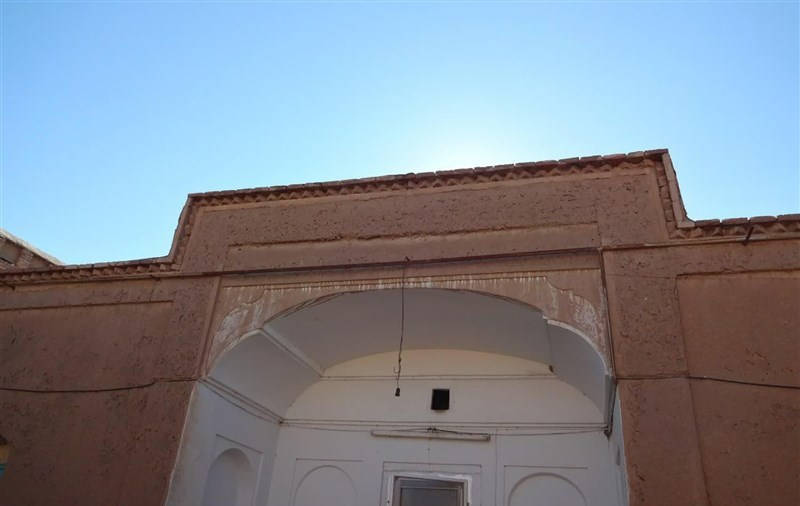
طاق خانه قدیمی
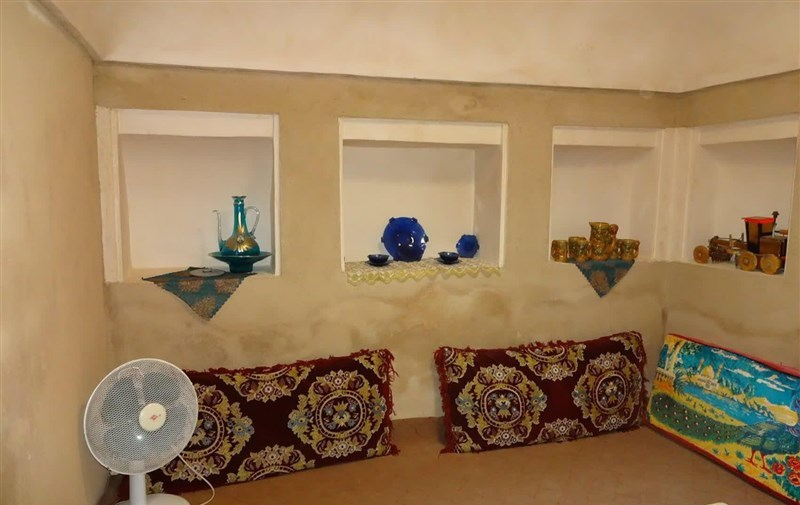
داخل خانه قدیمی